# Vlag van Vorarlberg
De vlag van Vorarlberg bestaat uit twee horizontale banden, in de kleuren rood (boven) en wit. De Landesdienstflagge is dezelfde vlag, maar dan met het wapen van de deelstaat in het midden. Het wapen is overgenomen van het Huis Montfort. De vlag werd omstreeks 1946 in gebruik genomen.
|  |  |

## Ontwerp
De kleuren van de vlag zijn overgenomen van het Vorarlberger Landeswappen. Ze worden door artikel zes, lid twee, van de Vorarlberger Landesverfassung genormeerd: "Die Farben von Vorarlberg sind rotweiß." (De kleuren van Vorarlberg zijn rood-wit.)
De vlag van Vorarlberg is identiek met degene van Wenen en Salzburg. De kleuren van de vlaggen van Tirol en Opper-Oostenrijk zijn juist andersom.